# Мелихан, Константин Семёнович
Константин Семёнович Мелихан (род. 27 сентября 1952 года, Ленинград) — русский писатель, автор юмористических книг, эстрадный исполнитель собственных произведений, карикатурист, теле- и радиоведущий, президент клуба джентльменов.
Известность писателю принесли шутки джентльмена и донжуана, «Календурь», юмористические книги для взрослых и детей, выступления на эстраде с собственными произведениями. Также он рисует карикатуры, создаёт рекламные слоганы, сценарии к мультфильмам, скетчи.
Участник телепередач «Вокруг смеха» (1984—1990), «Смехопанорама», «Классики юмора», «Шутка за шуткой», «Юрмала» (2008 и 2009), «Смех с доставкой на дом» и др. Автор миниатюр, исполняемых в программах «Аншлаг», «Городок». Ведущий передачи «Спите со снами» (Радио России, СПб, 2000—2003). С 2008 — ведущий авторской программы «Клуб джентльменов» (телеканал ВОТ).

## Биография
Окончил ленинградскую среднюю школу (гимназию) № 171 с рядом предметов на французском языке.
Имеет русские, еврейские и эстонские корни.
Создал афористические образы российского джентльмена и донжуана (70-е гг.), «Календурь» (1990). Создал в рассказах образ школьника Васьки Рогова, в детских повестях — ленинградского Сорванца, в миниатюрах — танцовщицы и манекенщицы тёти Гертруды («Гертрудотерпаия», «Моя прекрасная тётя»). Создал пародийные статьи на различные виды искусства и науки. Создал скетчи-пародии на самые известные произведения литературы и театра (Шерлок Холмс, Гамлет, Король Лир, Моцарт и Сальери, Каменный гость, Пигмалион, Призрак оперы, Портрет Дориана Грея и др.). Написал роман «Список донжуана» (1992 г., не опубликован). Разработал собственную теорию комического (1972—1977), периодическую систему юмористических элементов (таблица Мелихана). Придумал новые юмористические жанры в миниатюре: «Истории одной фразой» и «Должностные вопросы» («Должен ли джентльмен?»).
Ведущий еженедельной авторской программы «Клуб джентльменов» (телеканал ВОТ, 2008—2014).
- 60-е гг. Пионерские газеты. Стихи, шутки, карикатуры.
- 70-е гг. Рассказы о школьнике Ваське Рогове. Публикации в детских журналах. Радиопередачи «С добрым утром!». Создает в своих афоризмах образы русского джентльмена и донжуана. Публикации в советских и зарубежных юмористических изданиях.
- 1975. Первая публикация в журнале «Крокодил» (конкурс «Мадонна-75»).
- 1977. Первая публикация в «Клубе 12 стульев» «Литературной газеты».
- 1977. Принят в Ленинградский Клуб юмора. Первые публичные исполнения собственных произведений.
- 1979. Победитель конкурса Союза Писателей СССР (Ленинградское отделение) на лучший рассказ для детей среди молодых литераторов.
- 1980—1997. Председатель Ленинградского (Петербургского) Клуба юмора вплоть до его распада.
- 1982—1996. заведующий отделом сатиры журнала «Аврора».
- 1984. Выступление в Музее Политехнического института (Москва). Принят в Союз журналистов СССР.
- 1984—1990. Ежегодно участвует в передачах Центрального телевидения «Вокруг смеха».
- 1985. Входит в Антологию русского юмористического рассказа. Сценарии мультфильмов «Окно» и «Моя семья».
- 1988. Лауреат премии «Зелёный портфель» (журнал «Юность»).
- 1989. Сборник рассказов, пародий и миниатюр «Карусель» (совместно с Семеном Альтовым. Михаилом Городинским и др.).
- 1990. Придумал «Календурь» (первая публикация).
- 1990. Книга «Джентльмен и донжуан».
- 1991. Входит в сборник секции афористики Ленинградского дома ученых «1000 мелочей».
- 1993. Повесть-сказка «Сорванец», «Аврора» № 6.
- 1994. Книга «Джентльмен, донжуан, дипломат». Документальная повесть о поездке в Данию.
- 1995. Книга «Слово джентльмена». Входит в Словарь парадоксальных определений.
- 1996. Входит в Энциклопедию Хулиганствующего Ортодокса. Повесть-сказка «Звездный пес, или Новые приключения Сорванца», «Аврора» № 2.
- 1997. Принят в Союз писателей Санкт-Петербурга[4].
- 1998. Входит в антологию «Большая книга афоризмов», в сборник афоризмов «Женщины способны на всё».
- 1999. Книга «Юмуары». Входит в сборники афоризмов «Закон малинового джема», «Закон подлости и другие законы», «Работа не волк…», «Дешевых политиков не бывает», «Четыре возраста человека», «Слабости сильного пола», «Любовь — это дыра в сердце», «Афористикон, или Самый толковый словарь», «2000 лучших афоризмов к 2000 году».
- 2000. Книга «Дневник донжуана». Входит в Сборник лучших афоризмов России «Золотые россыпи», в сборники афоризмов «Книга практической мудрости», «Всё по науке».
- 2000—2003. Ведущий еженедельной музыкально-развлекательной передачи «Спите со снами» (Радио России, СПб).
- 2001. Создает Петербургский Клуб джентльменов. Учреждает награду «Фарфоровый джентльмен».
- 2002. Участник юмористических телепередач «Смехопанорама». Входит в антологию «Современная отечественная афористика».
- 2003. Книга «Охмуризмы». Входит в Антологию Сатиры и Юмора России XX века «Афористика и карикатура», в «Универсальный цитатник политика и журналиста», в «Универсальный цитатник бизнесмена и менеджера».
- 2006. Ведущий ежедневной информационно-сатирической рубрики «Джентльмен-пресс» (телеканал СТС).
- 2008. Книга для школьников «Мой друг Васька Рогов».
- 2008. Участник юмористических передач «Юрмала-2008» (телеканал «Россия»).
- 2008. Ведущий еженедельной авторской программы «Клуб джентльменов» (телеканал ВОТ). До 2014 года, когда канал прекратил своё существование.
- 2009. Книги «Витамин Ю» и «Заметки на салфетках».
- 2009. Участник юмористических передач «Юрмала-2009» (телеканал «Россия»).
- 2011. Книга «Мысли до востребования».
- 2012. Лауреат литературной премии «Петраэдр» в номинации «Афоризм года».
- 2012. Премия за лучший рассказ литературного конкурса им. В. Г. Короленко Российского союза профессиональных литераторов и Санкт-Петербургского союза литераторов.
- 2012. Принят в Союз Российских Писателей.
- 2012. Входит в собрание известных высказываний в 2-х томах «Кнут и пряник. Принципы мудрого руководителя» (Золотая коллекция).
- 2013. Книга «Подтяжки для улыбки».
- 2013. Книга для школьников «Звёздный пёс».
- 2014. Книга «Самоучитель джентльмена».
- 2015. Ведущий авторской программы «Джентльменский набор» на радио Фонтанка ФМ.
- 2016. Лауреат литературного конкурса им. В. Г. Короленко.
- 2016. Книга «Без смокинга».
- 2016. Золотая медаль Международного фестиваля Козьмы Пруткова (за афоризмы).
- 2019. Книга «Константы». Книга «Записки джентльмена». Сборник прозы «Ангел над городом».
- 2020. Книга избранных афоризмов «Модрица на папиру» («Синяк на бумаге»), Белград (на сербск. яз.). Сборник прозы «Думская, 3». Сборник рассказов «Живое зеркало».
- 2021. Лауреат (1-е место) конкурса «Сатира» Московского Клуба Афористики. Сборник для детей «Алые паруса» (к 150-летию Александра Грина и 100-летию написания повести). Коллективный сборник «Одной строкой», Москва. Принят в Московский Клуб афористики.
- 2022. Премия «Петрополь» (бронзовая скульптура Ф. М. Достоевского) — «За интеллектуальный и парадоксальный юмор в прозе и афоризмах». Альманах Московского Клуба афористики. Медаль «За заслуги в культуре и искусстве» (Решение № 107 Правления Российского творческого союза работников культуры). За заслуги в афористике присвоено звание Почётный член МКА. Сборник прозы «Ненужные люди».

### Книги
- 1989 г. Сборник рассказов, пародий и миниатюр «Карусель» (в сборник вошли также произведения Семёна Альтова, Виктора Верижникова, Михаила Городинского и Эдуарда Дворкина).
- 1990 г. Книга «Джентльмен и донжуан».
- 1994 г. Книга «Джентльмен, донжуан, дипломат».
- 1995 г. Книга «Слово джентльмена».
- 1999 г. Книга «Юмуары».
- 2000 г. Книга «Дневник донжуана».
- 2003 г. Книга «Охмуризмы».
- 2004 г. Книга «Хамплименты».
- 2007 г. Книга для школьников «Мой друг Васька Рогов».
- 2009 г. Книга «Витамин Ю».
- 2009 г. Книга «Заметки на салфетках».
- 2011 г. Книга «Мысли до востребования».
- 2013 г. Книга «Подтяжки для улыбки».
- 2013 г. Книга для школьников «Звёздный пёс».
- 2014 г. Книга «Самоучитель джентльмена».
- 2016 г. Книга «Без смокинга».
- 2019 г. Книга «Константы». Книга «Записки джентльмена».
- 2020 г. Книга избранных афоризмов «Модрица на папиру» («Синяк на бумаге»), Белград (на сербск. яз.).

## Работа с эстрадными артистами
- Произведения Константина Мелихана использовали: Николай Фоменко («Приколы Николая Фоменко»), Геннадий Хазанов, Михаил Задорнов, братья Пономаренко («Юрмала»), Дмитрий Нагиев и Сергей Рост («Осторожно,  Модерн!»), Илья Олейников (Клявер) и Юрий Стоянов («Городок»), Эльдар Рязанов («Кинопанорама»), детский киножурнал «Ералаш».
- Евгений Петросян в разное время исполнял с эстрады рассказ Константина Мелихана «Чулок» (как пародию на Геннадия Хазанова), монолог «Поздравительная речь», пародию «Письма Кашпировскому» (написана совместно с Андреем Мураем).